# Super Copa Noroeste
A Super Copa Noroeste é um torneio amistoso anual que reúnem clubes do Noroeste Fluminense. Nas duas edições do torneio, contou com a participação de clubes tradicionais da região como Cardoso Moreira, Floresta, Aperibeense e EC Italva.

## História
Em 2017 houve um enfraquecimento do Noroeste Fluminense dentro da FERJ por conta do fim do torneio amistoso. Na ocasião, apenas o Paduano Esporte Clube e o Itaperuna Esporte Clube disputavam competições oficiais. Com isso, surgiu a ideia de reunir clubes da região para não deixa-los sem competir naquele ano.